# Tribunal Administrativo e Fiscal do Funchal

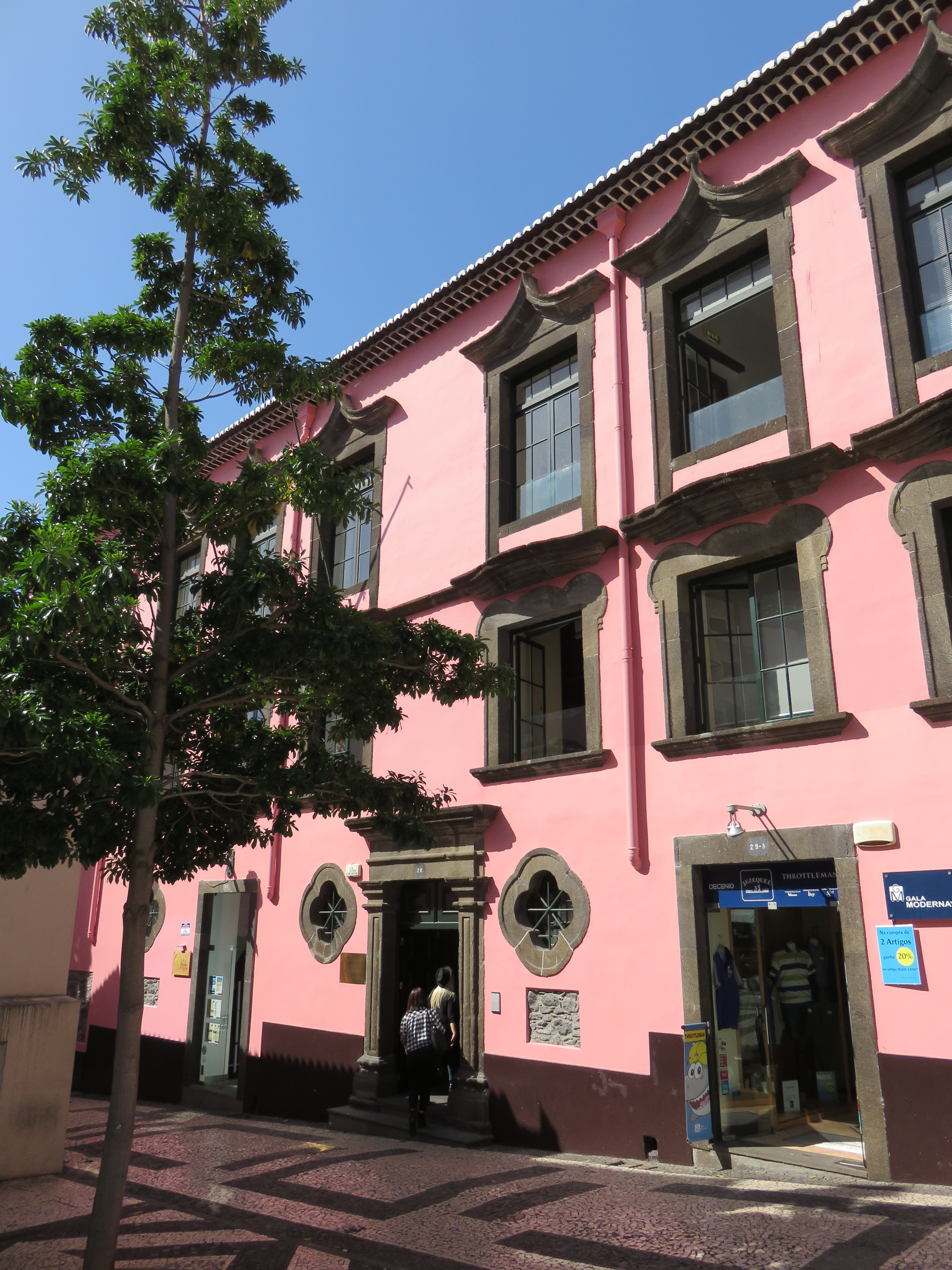
Tribunal Administrativo e Fiscal do Funchal.

O Tribunal Administrativo e Fiscal do Funchal é um tribunal português, sediado na cidade do Funchal, pertencente à jurisdição administrativa e tributária. Iniciou a sua atividade em setembro de 1999. O seu primeiro juiz de direito e presidente foi Paulo Heliodoro Pereira Gouveia, que cessou funções em 2010.
Este tribunal de primeira instância tem jurisdição sobre todos os municípios da Região Autónoma da Madeira:
- Funchal (sede)
- Calheta
- Câmara de Lobos
- Machico
- Ponta do Sol
- Porto Moniz
- Porto Santo
- Ribeira Brava
- Santa Cruz
- Santana
- São Vicente

O Tribunal Administrativo e Fiscal do Funchal está integrado na área de jurisdição do Tribunal Central Administrativo Sul e do Supremo Tribunal Administrativo.